# Мајрена дел Аљарафе
Мајрена дел Аљарафе (шп. Mairena del Aljarafe) град је у Шпанији у аутономној заједници Андалузија у покрајини Севиља. Према процени из 2017. у граду је живело 45 040 становника.

## Становништво
Према процени, у граду је 2017. живело 45 040 становника.
| 2017.  |
| ------ |
| 45.040 |